# Norvég férfi kézilabda-válogatott
A norvég férfi kézilabda-válogatott Norvégia nemzeti férfi kézilabda-válogatottja, melyet a Norvég Kézilabda-szövetség (norvégül: Norges Håndballforbund) irányít.

## Részvételek

### Olimpia
- 1972 – 9. hely
- 2020 – 7. hely
- 2024 – 6. hely

### Kézilabda-világbajnokság
- 1958 – 6. hely
- 1961 – 7. hely
- 1964 – 11. hely
- 1967 – 13. hely
- 1970 – 13. hely
- 1993 – 13. hely
- 1997 – 12. hely
- 1999 – 13. hely
- 2001 – 14. hely
- 2005 – 7. hely
- 2007 – 13. hely
- 2009 – 9. hely
- 2011 – 9. hely
- 2017 – 2. hely
- 2019 – 2. hely
- 2021 – 6. hely
- 2023 – 6. hely
- 2025 – 10. hely

### Kézilabda-Európa-bajnokság
- 2000 – 8. hely
- 2006 – 11. hely
- 2008 – 6. hely
- 2010 – 7. hely
- 2012 – 13. hely
- 2014 – 14. hely
- 2016 - 4. hely
- 2018 - 7. hely
- 2020 - 3. hely
- 2022 - 5. hely
- 2024 - 9. hely